# Campionati africani di atletica leggera 2016 - 110 metri ostacoli
La specialità dei 110 metri ostacoli maschili ai Campionati africani di atletica leggera di Durban 2016 si è svolto il 24 e 25 giugno 2016 al Kings Park Stadium.

## Programma
| Data           | Ora | Turno    |
| -------------- | --- | -------- |
| 24 giugno 2016 |     | Batterie |
| 25 giugno 2016 |     | Finale   |

## Risultati

### Batterie
Qualificazione: i primi 3 di ogni batteria (Q) e i 2 più veloci degli esclusi (q) si qualificano in finale.
Vento:
Gruppo 1: +1.8 m/s, Gruppo 2: +1.3 m/s
| Class | Gruppo | Atleta                | Nazione   | Tempo | Note |
| ----- | ------ | --------------------- | --------- | ----- | ---- |
| 1     | 2      | Tyron Akins           | Nigeria   | 13.62 | Q    |
| 2     | 1      | Antonio Alkana        | Sudafrica | 13.73 | Q    |
| 3     | 1      | Rami Gharsali         | Tunisia   | 13.98 | Q    |
| 4     | 2      | Ruan de Vries         | Sudafrica | 14.15 | Q    |
| 5     | 1      | Mohamed Koussi        | Marocco   | 14.21 | Q    |
| 6     | 1      | Tshepo Lefete         | Sudafrica | 14.21 | q    |
| 7     | 2      | Bano Traoré           | Mali      | 14.27 | Q    |
| 8     | 2      | Fred Charles Pieterse | Namibia   | 14.41 | q    |
| 9     | 2      | Selby Mukucha         | Zimbabwe  | 14.52 |      |
| 10    | 2      | William Mbevi Mutunga | Kenya     | 15.16 |      |
| 11    | 1      | Behailu Alemshet      | Etiopia   | 15.26 |      |

### Finale
Vento: ???
| Class.  | Corsia | Atleta                | Nazione   | Tempo | Note                  |
| ------- | ------ | --------------------- | --------- | ----- | --------------------- |
| Oro     | 5      | Antonio Alkana        | Sudafrica | 13.43 | Record dei campionati |
| Argento | 4      | Tyron Akins           | Nigeria   | 13.74 |                       |
| Bronzo  | 7      | Mohamed Koussi        | Marocco   | 13.94 |                       |
| 4       | 6      | Rami Gharsali         | Tunisia   | 13.99 |                       |
| 5       | 2      | Bano Traoré           | Mali      | 14.22 |                       |
| 6       | 1      | Fred Charles Pieterse | Namibia   | 14.45 |                       |
| 7       | 3      | Ruan de Vries         | Sudafrica | 14.52 |                       |
| -       | 8      | Tshepo Lefete         | Sudafrica | dns   |                       |